# Список керівників держав 480 року
Список керівників держав 479 року — 480 рік — Список керівників держав 481 року — Список керівників держав за роками

## Європа
- Арморика — король Будік I (464–501)
- Британські острови:
  - Брінейх — король Дівнуал Лисий (460–510)
  - Бріхейніог — король Бріхан Бріхейніог (450–490)
  - Королівство Гвент — король Іддон ап Інір (бл. 480 — бл. 490)
  - Гвінед — король Эйніон ап Кунеда (бл. 460 — бл. 500)
  - Глівісінг — король Гліуіс ап Солор (470–480), його змінив син король Гвінліу Бородатий (480–523)
  - Дал Ріада— король Лоарн МакЕрк (474–495)
  - Дівед — король Айргол Довгорукий (455–495)
  - Думнонія — король Ербін ап Костянтин (443–480), його змінив син король Герайнт ап Ербін (480–508)
  - Ебрук — король Ейніон ап Мор (470–495)
  - Елмет — король Масгвід Глофф (460–495)
  - Кент — король Хенгіст Кентский (455–488)
  - Королівство Пенніни — король Артуіс ап Мор (470–500)
  - плем'я піктів — король Дрест I (413–480), його змінив король Друст II (480/484—510/514)
  - Королівство Повіс — король Рідвед Вріх (460–480), його змінив син король Касанаут Вледіг (480–519)
  - Регед — король Гургуст ап Кенеу (450 — бл. 490)
  - Королівство Сассекс — король Елла (477–514)
  - Стратклайд(Альт Клуіт) — король Думнагуал Старий (бл. 470 — бл. 490)
- Королівство бургундів — правили чотири брати:
  - король Гундобад (резиденцією було місто Ліон) (473–516)
  - король Годомар I (резиденцією було місто В'єнн (Ізер)) (473–486)
  - король Хільперік II (резиденцією було місто Валанс) (473–491)
  - король Годегізель (резиденцією було місто Женева) (473–501)
- Вестготське королівство — король Ейріх (466–484)
- Візантійська імперія — імператор Флавій Зенон (474–475, 476–491)
  - Патріарх Константинопольський — Акакій (471–489)
- Королівство гепідів — король Гундеріт (460–490)
- Західна Римська імперія — імператор Юлій Непот (474–480)
- Імперія гунів — каган Ернак (469–503)
- Ірландія — верховний король Айліль Молт (458–482)
  - Айлех — король Моредах МакЕоган (465–489)
  - Коннахт — король Айліль Молт (470–482)
  - Ленстер — король Крімтанн МакЕндай (470–483)
  - Манстер — король Енгус мак Над Фройх (454–489)
  - Улад — король Моредах Мондерг (465–489)
- Італійське королівство Одоакра — король Одоакр (476–493)
- плем'я остготів — король Теодорих Великий (474–526)
- Салічні франки — король Хільдерік I (458–481)
- Королівство свевів — король Херменерік (469–485)
- Святий Престол — папа римський Сімпліцій (468–483)
- Королівство Тюрингія — король Бізін (455—507)

## Азія
- Аль-Хіра (Династія Лахмідів) — цар аль-Асвад ібн аль-Мундір (462–490)
- Диньяваді (династія Сур'я) — раджа Сур'я Кальяна (474–492)
- Джабія (династія Гассанідів) — цар Амр III ібн аль-Ну'ман (453–486)
- Жужанський каганат — каган Юйцзюлюй Юйчен (464–485)
- Іберійське царство — цар Вахтанг I Горгасал (447–502)
- Індія:
  - Царство Вакатаків — махараджа Прітвішена II (460–480), його змінив махараджа Харішена (475–500)
  - Вішнукундина — цар Мадхав Варма (461–508)
  - Імперія Гуптів — магараджа Будхагупта (475–500)
  - Західні Ганги — магараджа Авініта (469–529)
  - Держава Кадамба — цар Мрігешаварма(460–480), його змінив цар Шівамандхатіварма (480–485)
  - Камарупа — цар Махендраварман (470–494)
  - Маітрака — магараджа Бхатарка (бл. 470 — бл. 492)
  - Династія Паллавів  — махараджа Трілочана Скандаварман IV (458–488)
  - Раджарата — раджа Кашіяпа I (473–495)
- Китай (Південні та Північні династії):
  - Династія Південна Ці — імператор Сяо Даочен (Гао-ді) (479–482)
  - Династія Північна Вей — імператор Юань Хун (Сяо Вень-ді) (471–499) править за допомогою своєї матері імператриці Фен (476–490)
  - Тогон — Муюн Шеінь (452–481)
- Царство Кінда — цар Амр аль-Мансур (458–489)
- Корея:
  - Кая (племінний союз) — ван Чільджі (451–492)
  - Когурьо — тхеван (король) Чансухо (413–490)
  - Пекче — король Тонсон (479–501)
  - Сілла — марипкан Соджі (479–500)
- Лазіка — цар Дамназ (468–522)
- Паган — король Тюе (439–494)
- Персія:
  - Держава Сасанідів — шахіншах Пероз (459–484)
- Тарума (острів Ява) — цар Індраварман (455–515)
- Хим'яр — цар Шарахбіль Якуф (458–485)
- Чампа — князь Джаяварман (478–514)
- Японія — імператор Сейней (480–484)

## Африка
- Аксумське царство — негус Незул (бл. 450-бл. 500)
- Королівство вандалів і аланів — король Гунеріх (477–484)

## Північна Америка
- Цивілізація Майя
  - місто Паленке — священний владика Ч'а-Каспер (435–487)
  - місто Тікаль — цар Кан-Ак (458 — бл. 485)